# 大分市立滝尾中学校
大分市立滝尾中学校（おおいたしりつ たきおちゅうがっこう）は、大分県大分市大字羽田にある市立中学校。

## 概要

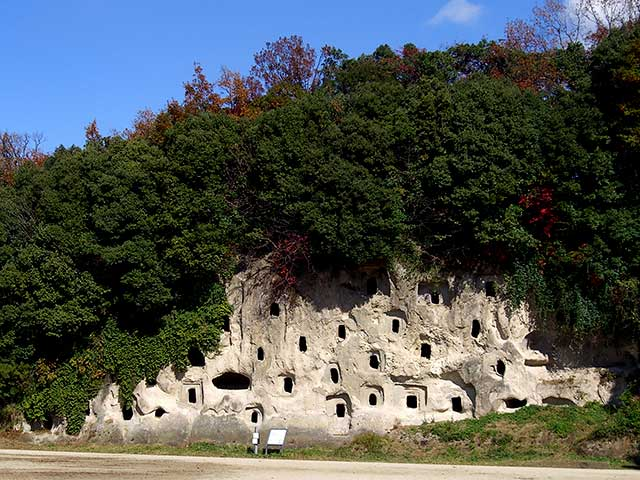
滝尾百穴古墳群

大分市街地から南東方向の大分川右岸を校区とする。校地の北側から東側にかけては丘陵になっており、さらに東には大分県道56号中判田下郡線を挟んで藤の台、かたしま台といった住宅団地が開発されている。南側には近接して大分市立滝尾小学校がある。
グラウンドの北側に面した崖には、滝尾百穴横穴古墳群と呼ばれる6世紀後半の横穴墓があり、大分市の史跡に指定されている。

## 沿革
- 1947年（昭和22年）5月1日 - 開校
- 1963年（昭和38年）1月7日 - 火災により本館、東校舎が全焼
- 1964年（昭和39年）2月17日 - 新築校舎落成
- 1972年（昭和47年）2月28日 - 南校舎落成
- 1976年（昭和51年）3月31日 - 南校舎増築
- 1980年（昭和55年）3月31日 - 中校舎落成
- 1984年（昭和59年）3月31日 - 北校舎落成
- 1985年（昭和60年）2月9日 - 体育館竣工
- 1987年（昭和62年）5月 - 本館校舎解体
- 1997年（平成9年）3月31日 - 武道場落成

## 通学区域
- 大分市立滝尾小学校通学区

下郡の一部、羽田の一部、片島、津守の一部、藤の台、ゆめが丘、かたしま台一丁目～三丁目、長谷町
- 大分市立下郡小学校通学区

下郡の一部、下郡北一丁目～三丁目、下郡東一丁目・二丁目、下郡中央一丁目～三丁目、下郡南一丁目～五丁目、希望が丘一丁目・二丁目、牧の一部、羽田の一部、津留の一部
- 大分市立森岡小学校通学区

津守の一部、曲の一部、富岡の一部

## 交通
- 鉄道：JR九州豊肥本線滝尾駅より徒歩約15分
- バス：大分バス滝尾小学校前停留所下車